# Нектарије Битољски
Преподобни Нектарије Битољски је православни светитељ из 14. века.

## Биографија
Рођен је у Битољу. Крштено име му је било Никола. Као врло млад заједно са својим родитељима и братом одлази у манастир Светих Врачева Козме и Дамјана код Битоља, у подножју тамошње горе. Касније одлази на Свету Гору Атонску. Тамо се замонашио и на монашењу добио име Нектарије. Након тога неко време је боравио у Кареји.
Умро је 5. децембра 1500. године. Након четири године извршен је пренос његових моштију. Оне и данас почивају на Светој Гори, у келији у којој се он подвизавао.
Православна црква помиње преподобног Нектарија 5. децембра по јулијанском календару.